# Liga Departamental de Fútbol de Cajamarca
La Liga Departamental de Fútbol de Cajamarca es una de las 25 ligas departamentales que forman parte de la Copa Perú. Es la máxima competición de fútbol desarrollada en el departamento de Cajamarca, por encima de las Ligas Provinciales y Distritales. 
Se juega desde 1966 como parte de la Copa Perú y sirve para clasificar a los equipos de la región a la Etapa Nacional. 
La etapa departamental se juega entre los equipos que se clasifican desde las ligas provinciales. En la actualidad cada provincia organiza su propia liga y por lo tanto puede clasificar hasta dos equipos a esta instancia. 
El organismo que se encarga de administrar y regular el torneo es la Liga Deportiva Departamental de Fútbol de Cajamarca con sede en la ciudad homónima y fundada el 1 de agosto de 2014. Su sede actual se encuentra en Av. los Héroes Nro. 428 Br San Sebastián.

## Ligas provinciales
En la actualidad cada una de las 13 provincias organiza su propia liga. 
| Provincia   | Liga provincial                          | Campeón 2023 |
| ----------- | ---------------------------------------- | ------------ |
| Cajamarca   | Liga Provincial de Fútbol de Cajamarca   | En juego     |
| Cajabamba   | Liga Provincial de Fútbol de Cajabamba   | En juego     |
| Celendín    | Liga Provincial de Fútbol de Celendín    | En juego     |
| Chota       | Liga Provincial de Fútbol de Chota       | En juego     |
| Contumazá   | Liga Provincial de Fútbol de Contumazá   | En juego     |
| Cutervo     | Liga Provincial de Fútbol de Cutervo     | En juego     |
| Hualgáyoc   | Liga Provincial de Fútbol de Hualgáyoc   | En juego     |
| Jaén        | Liga Provincial de Fútbol de Jaén        | A. D. A.     |
| San Ignacio | Liga Provincial de Fútbol de San Ignacio | En juego     |
| San Marcos  | Liga Provincial de Fútbol de San Marcos  | En juego     |
| San Miguel  | Liga Provincial de Fútbol de San Miguel  | En juego     |
| San Pablo   | Liga Provincial de Fútbol de San Pablo   | En juego     |
| Santa Cruz  | Liga Provincial de Fútbol de Santa Cruz  | En juego     |

## Lista de campeones
| Año  | Campeón                                   | Ciudad                                    | Subcampeón                                | Ciudad                                    |                                           |
| ---- | ----------------------------------------- | ----------------------------------------- | ----------------------------------------- | ----------------------------------------- | ----------------------------------------- |
| 1966 | Dep. Municipal                            | Jaén                                      |                                           |                                           |                                           |
| 1967 | Deportivo Bracamoros                      | Jaén                                      | Dep. Normal                               | Cajamarca                                 |                                           |
| 1968 | Dep. Normal                               | Cajamarca                                 | Asociación Bancarios                      | Jaén                                      |                                           |
| 1969 | Asociación Bancarios                      | Jaén                                      |                                           |                                           |                                           |
| 1970 | Dep. Renovación                           | Cutervo                                   |                                           |                                           |                                           |
| 1971 | Universidad Técnica de Cajamarca (U.T.C.) | Cajamarca                                 |                                           |                                           |                                           |
| 1972 | Universidad Técnica de Cajamarca (U.T.C.) | Cajamarca                                 | Dep. Municipal                            | Jaén                                      |                                           |
| 1973 | Universidad Técnica de Cajamarca (U.T.C.) | Cajamarca                                 |                                           |                                           |                                           |
| 1974 | Universidad Técnica de Cajamarca (U.T.C.) | Cajamarca                                 | Renovación                                | Cutervo                                   |                                           |
| 1975 | Universidad Técnica de Cajamarca (U.T.C.) | Cajamarca                                 | Estudiantes Casanovistas                  | Cutervo                                   |                                           |
| 1976 | Dep. Agronomía                            | Cajamarca                                 |                                           |                                           |                                           |
| 1977 | Universidad Técnica de Cajamarca (U.T.C.) | Cajamarca                                 |                                           |                                           |                                           |
| 1978 | Universidad Técnica de Cajamarca (U.T.C.) | Cajamarca                                 |                                           |                                           |                                           |
| 1979 | Universidad Técnica de Cajamarca (U.T.C.) | Cajamarca                                 |                                           |                                           |                                           |
| 1980 | Universidad Técnica de Cajamarca (U.T.C.) | Cajamarca                                 |                                           |                                           |                                           |
| 1981 | Dep. Agronomía                            | Cajamarca                                 |                                           |                                           |                                           |
| 1982 | Asociación Deportiva Agropecuaria         | Jaén                                      |                                           |                                           |                                           |
| 1983 | Defensor Baños del Inca                   | Baños del Inca                            |                                           |                                           |                                           |
| 1984 | Asociación Deportiva Agropecuaria         | Jaén                                      |                                           |                                           |                                           |
| 1985 | Estudiantes Casanovistas                  | Cutervo                                   |                                           |                                           |                                           |
| 1986 | Asociación Deportiva Agropecuaria         | Jaén                                      |                                           |                                           |                                           |
| 1987 | Asociación Deportiva Agropecuaria         | Jaén                                      | Cultural Deportivo Chota                  | Chota                                     |                                           |
| 1988 | Sporting Caxamarca                        | Cajamarca                                 |                                           |                                           |                                           |
| 1989 | Cultural Volante                          | Bambamarca                                |                                           |                                           |                                           |
| 1990 | Asociación Deportiva Agropecuaria         | Jaén                                      |                                           |                                           |                                           |
| 1991 | Sporting Caxamarca                        | Cajamarca                                 | Cultural Deportivo Chota                  | Chota                                     |                                           |
| 1992 | Dep. Bellavista                           | Bellavista                                | Deportivo Cutervo                         | Cutervo                                   |                                           |
| 1993 | Sporting Caxamarca                        | Cajamarca                                 |                                           |                                           |                                           |
| 1994 | Asociación Deportiva Agropecuaria         | Jaén                                      |                                           |                                           |                                           |
| 1995 | Universidad Técnica de Cajamarca (U.T.C.) | Cajamarca                                 |                                           |                                           |                                           |
| 1996 | Universidad Técnica de Cajamarca (U.T.C.) | Cajamarca                                 |                                           |                                           |                                           |
| 1997 | Universidad Técnica de Cajamarca (U.T.C.) | Cajamarca                                 |                                           |                                           |                                           |
| 1998 | Universidad Técnica de Cajamarca (U.T.C.) | Cajamarca                                 |                                           |                                           |                                           |
| 1999 | Sporting Caxamarca                        | Cajamarca                                 |                                           |                                           |                                           |
| 2000 | Lira Jesuense                             | Jesús                                     | Deportivo Ilucán                          | Cutervo                                   |                                           |
| 2001 | Universidad Técnica de Cajamarca (U.T.C.) | Cajamarca                                 |                                           |                                           |                                           |
| 2002 | Universidad Técnica de Cajamarca (U.T.C.) | Cajamarca                                 |                                           |                                           |                                           |
| 2003 | Universidad Técnica de Cajamarca (U.T.C.) | Cajamarca                                 | Unión Progreso                            | Jaén                                      |                                           |
| 2004 | Sporting Caxamarca                        | Cajamarca                                 | Universidad Técnica de Cajamarca (U.T.C.) | Cajamarca                                 |                                           |
| 2005 | Sporting Caxamarca                        | Cajamarca                                 | Universidad Técnica de Cajamarca (U.T.C.) | Cajamarca                                 |                                           |
| 2006 | Asociación Deportiva Agropecuaria         | Jaén                                      | Unión Progreso                            | Jaén                                      |                                           |
| 2007 | Dep. Municipal                            | San Ignacio                               | Deportivo Davy                            | Cajamarca                                 |                                           |
| 2008 | Comerciantes Unidos                       | Cutervo                                   | San Cayetano                              | Celendín                                  |                                           |
| 2009 | Descendencia Michiquillay                 | La Encañada                               | Deportivo Municipal                       | San Ignacio                               |                                           |
| 2010 | Comerciantes Unidos                       | Cutervo                                   | Cultural Volante                          | Bambamarca                                |                                           |
| 2011 | Universidad Técnica de Cajamarca (U.T.C.) | Cajamarca                                 | Cultural Volante                          | Bambamarca                                |                                           |
| 2012 | Alianza Cutervo                           | Cutervo                                   | Cruzeiro Porcón                           | Cajamarca                                 |                                           |
| 2013 | Santa Ana                                 | Cajabamba                                 | Comerciantes Unidos                       | Cutervo                                   |                                           |
| 2014 | Dep. Bellavista                           | Bellavista                                | Asociación Deportiva Agropecuaria         | Jaén                                      |                                           |
| 2015 | Dep. Hualgayoc                            | Hualgayoc                                 | Unión Bambamarca                          | Bambamarca                                |                                           |
| 2016 | Dep. Hualgayoc                            | Hualgayoc                                 | Coopac                                    | Cajabamba                                 |                                           |
| 2017 | Real Jorge Leiva                          | Cajamarca                                 | Las Palmas                                | Chota                                     |                                           |
| 2018 | Las Palmas                                | Chota                                     | Asociación Deportiva Agropecuaria         | Jaén                                      |                                           |
| 2019 | Las Palmas                                | Chota                                     | Cultural Volante                          | Bambamarca                                |                                           |
| 2020 | No se disputó por la Pandemia de COVID-19 | No se disputó por la Pandemia de COVID-19 | No se disputó por la Pandemia de COVID-19 | No se disputó por la Pandemia de COVID-19 | No se disputó por la Pandemia de COVID-19 |
| 2021 | No se disputó por la Pandemia de COVID-19 | No se disputó por la Pandemia de COVID-19 | No se disputó por la Pandemia de COVID-19 | No se disputó por la Pandemia de COVID-19 | No se disputó por la Pandemia de COVID-19 |
| 2022 | Cultural Volante                          | Bambamarca                                | Rosario Celendín                          | Celendín                                  |                                           |
| 2023 | Asociación Deportiva Agropecuaria         | Jaén                                      | FC Cajamarca                              | Cajamarca                                 |                                           |
| 2024 | FC Cajamarca                              | Cajamarca                                 | Cultural Volante                          | Bambamarca                                |                                           |

### Títulos por club
| Club                              | Provincia   | Títulos | Años                                                                                                 |
| --------------------------------- | ----------- | ------- | --- |
| UTC de Cajamarca                  | Cajamarca   | 17      | 1971, 1972, 1973, 1974, 1975, 1977, 1978, 1979, 1980, 1995, 1996, 1997, 1998, 2001, 2002, 2003, 2011 |
| ADA Jaén                          | Jaén        | 8       | 1982, 1984, 1986, 1987, 1990, 1994, 2006, 2023                                                       |
| Sporting Caxamarca                | Cajamarca   | 6       | 1988, 1991, 1993, 1999, 2004, 2005                                                                   |
| Deportivo Agronomía               | Cajamarca   | 2       | 1976, 1981                                                                                           |
| Cultural Volante                  | Hualgáyoc   | 2       | 1989, 2022                                                                                           |
| Deportivo Bellavista              | Jaén        | 2       | 2014, 2014                                                                                           |
| Comerciantes Unidos               | Cutervo     | 2       | 2008, 2010                                                                                           |
| Deportivo Hualgáyoc               | Hualgáyoc   | 2       | 2015, 2016                                                                                           |
| Las Palmas                        | Chota       | 2       | 2018, 2019                                                                                           |
| Deportivo Municipal (Jaén)        | Jaén        | 1       | 1966                                                                                                 |
| Deportivo Municipal (San Ignácio) | San Ignacio | 1       | 2007                                                                                                 |
| Deportivo Bracamoros              | Jaén        | 1       | 1967                                                                                                 |
| Deportivo Normal                  | Cajamarca   | 1       | 1968                                                                                                 |
| Asociación Bancarios              | Jaén        | 1       | 1969                                                                                                 |
| Deportivo Renovación              | Cutervo     | 1       | 1970                                                                                                 |
| Defensor Baños del Inca           | Cajamarca   | 1       | 1983                                                                                                 |
| Estudiantes Casanovistas          | Cutervo     | 1       | 1985                                                                                                 |
| Lira Jesuense                     | Cajamarca   | 1       | 2000                                                                                                 |
| Descendencia Michiquillay         | Cajamarca   | 1       | 2009                                                                                                 |
| Alianza Cutervo                   | Cutervo     | 1       | 2012                                                                                                 |
| Santa Ana                         | Cajabamba   | 1       | 2013                                                                                                 |
| Real Jorge Leiva                  | Cajamarca   | 1       | 2017                                                                                                 |
| FC Cajamarca                      | Cajamarca   | 1       | 2024                                                                                                 |

### Títulos por Liga Provincial
Desde su creación la Liga Departamental ha estado dominada por los clubes de la provincia de Cajamarca. La segunda provincia más exitosa es la de Jaén, mientras que 6 provincias no han producido ningún campeón departamental. La última provincia en sumarse a la lista de provincias con equipos campeones fue Chota en el año 2018, luego que Las Palmas consiguiera el título.
De las provincias que han ganado la liga, Cajabamba es la menos poblada; mientras que de aquellas que no han conseguido ningún título, Celendín es la más poblada, con más habitantes incluso que Cajabamba.  
| Liga Provincial                          | Títulos | Club más exitoso |
| ---------------------------------------- | ------- | --- |
| Liga Provincial de Fútbol de Cajamarca   | 31      | UTC de Cajamarca (17), Sporting Caxamarca (6), Deportivo Agronomía (2), Deportivo Normal (1), Defensor Baños del Inca (1), Lira Jesuense (1), Descendencia Michiquillay (1), Real Jorge Leiva (1), FC Cajamarca (1) |
| Liga Provincial de Fútbol de Jaén        | 13      | ADA Jaén (8), Deportivo Bellavista (2), Deportivo Bracamoros (1), Deportivo Municipal (1), Asociación Bancarios (1)                                                                                                 |
| Liga Provincial de Fútbol de Cutervo     | 5       | Comerciantes Unidos (2), Estudiantes Casanovistas (1), Deportivo Renovación (1), Alianza Cutervo (1) |
| Liga Provincial de Fútbol de Hualgáyoc   | 4       | Deportivo Hualgáyoc (2), Cultural Volante (2) |
| Liga Provincial de Fútbol de Chota       | 2       | Las Palmas (2) |
| Liga Provincial de Fútbol de Cajabamba   | 1       | Santa Ana (1) |
| Liga Provincial de Fútbol de San Ignacio | 1       | Deportivo Municipal (1) |
| Liga Provincial de Fútbol de Celendín    | 0       | |
| Liga Provincial de Fútbol de Contumazá   | 0       | |
| Liga Provincial de Fútbol de San Marcos  | 0       | |
| Liga Provincial de Fútbol de San Miguel  | 0       | |
| Liga Provincial de Fútbol de San Pablo   | 0       | |
| Liga Provincial de Fútbol de Santa Cruz  | 0       | |